# Olivia James
Olivia James (ur. 1 czerwca 1994) – jamajska lekkoatletka specjalizująca się w biegach sprinterskich. 
Uczestniczka igrzysk olimpijskich młodzieży w 2010. Wywalczyła dwa medale mistrzostw świata juniorów młodszych w 2011 – podczas tych zawodów była członkinią zwycięskiej sztafety szwedzkiej, która czasem 2:03,42 ustanowiła nieoficjalny rekord świata juniorów młodszych. Medalistka CARIFTA Games. 
Rekord życiowy: bieg na 400 metrów – 52,14 (8 czerwca 2011, Lille Metropole).

## Osiągnięcia
| Rok  | Impreza                                           | Miejsce         | Konkurencja        | Pozycja    | Wynik   |
| ---- | ------------------------------------------------- | --------------- | ------------------ | ---------- | ------- |
| 2009 | CARIFTA Games                                     | Vieux Fort      | bieg na 400 m      | 7. miejsce | 56,58   |
| 2010 | CARIFTA Games                                     | George Town     | bieg na 400 m      | 3. miejsce | 53,86   |
| 2010 | Mistrzostwa Ameryki Środkowej i Karaibów juniorów | Santo Domingo   | bieg na 400 m      | 3. miejsce | 55,54   |
| 2010 | Igrzyska olimpijskie młodzieży                    | Singapur        | bieg na 400 m      | 6. miejsce | 54,14   |
| 2011 | CARIFTA Games                                     | Montego Bay     | bieg na 400 m      | 1. miejsce | 52,64   |
| 2011 | Mistrzostwa świata juniorów młodszych             | Lille Metropole | bieg na 400 m      | 3. miejsce | 52,14   |
| 2011 | Mistrzostwa świata juniorów młodszych             | Lille Metropole | sztafeta szwedzka  | 1. miejsce | 2:03,42 |
| 2012 | CARIFTA Games                                     | Hamilton        | bieg na 400 m      | 2. miejsce | 55,35   |
| 2012 | Mistrzostwa Ameryki Środkowej i Karaibów juniorów | San Salvador    | bieg na 400 m      | 1. miejsce | 53,89   |
| 2012 | Mistrzostwa Ameryki Środkowej i Karaibów juniorów | San Salvador    | sztafeta 4 x 400 m | 1. miejsce | 3:37,21 |
| 2012 | Mistrzostwa świata juniorów                       | Barcelona       | bieg na 400 m      | 8. miejsce | 52,68   |
| 2012 | Mistrzostwa świata juniorów                       | Barcelona       | sztafeta 4 x 400 m | 2. miejsce | 3:32,97 |